# Дім Алама
Дім Алам — велика історична будівля в Ісфахані, Іран. Площа складає 1118 м².
Побудована у XVIII в епоху Каджарів. Власником будинку був каджарський аристократ. Будівля спочатку використовувалася як ділова, але незабаром перетворилася на місце прийому високих гостей.
Будівля має двір, який оточений з усіх боків житловими приміщеннями. Вхід у будинок розташований на його південній стороні. У північній частині будівлі розташовуються веранда з колонами та фойє. По обидва боки його є кімнати. Стіни в цій залі вкриті штукатуркою та багато декоровані, у тому числі різьбленими дзеркалами. Зал виходить на веранду сімома розсувними стулчастими вікнами, кімнати зачинені хатамкарськими дверима. Південна частина будівлі є вузькою і довгою їдальнею з розписними вікнами. Через цю їдальню можна пройти у внутрішній двір з басейном посередині та садами та потрапити у житлові приміщення.
Східна та західна частини будівлі мають однакове планування. В обох частинах є фойє, які ведуть до кімнат меншого розміру. Усі приміщення будинку були оздоблені декоративною кладкою, плитками, штукатуркою та позолотою. Басейн у центрі внутрішнього двору вважається одним із найкрасивіших елементів будівлі.
У 1990 в рамках спеціальної програми відновлення історичних будівель в Будинку Алам почалися реставраційні роботи, завершені до 2001. Завдяки гарній якості їх виконання будівля була 18 жовтня 1998 включена до списку національних історичних пам'яток під реєстраційним номером 1752 і удостоїлася архітектурної премії імені Ага Хана .